# Alexander Nahum Sack
Alexander Nahum Sack, de nombre original en ruso Aleksandr Naumovich Zak (1890, Moscú, Rusia - 1955, Nueva York, Estados Unidos) fue un jurista y profesor de derecho ruso, especializado en derecho financiero internacional. Tras enseñar en la universidad de San Petersburgo, dejó Rusia en 1921 para instalarse en Estonia donde asesoró al gobierno en temas monetarios. Fue profesor en el Instituto de Estudios Políticos de París y en la Academia de Derecho Internacional de La Haya antes de trasladarse a Londres en 1929 para trabajar como experto para la aseguradora Equitable Life Insurance. Esta compañía le empleó en diversos litigios judiciales que tenía en Nueva York, ciudad en la que se estableció definitivamente en 1930. 
Tras adoptar la nacionalidad estadounidense, fue invitado a ejercer como profesor en la Northwestern University durante 2 años. Posteriormente, fue profesor en la Universidad de Nueva York hasta 1943, y ejerció como jurista free lance para el Departamento de Justicia de los Estados Unidos hasta 1947.
Jubilado en 1953 en una situación económica precaria, se instaló con su mujer en la Andrew Freedman Home, en el Bronx, una residencia para parejas ancianas acomodadas cuyos ingresos ya no les permitían mantener un nivel de vida acorde con su estatus social. Sack murió allí dos años más tarde, en 1955.
Sack es conocido por haber formalizado la doctrina teórica de la deuda odiosa en su tratado Les effets des transformations des Etats sur leurs dettes publiques et autres obligations financières (Efectos de las transformaciones de los Estados sobre sus deudas públicas y otras obligaciones financieras), publicado en París en 1927 cuando era profesor de derecho en el Instituto de Estudios Políticos de París. Alexander Sack sintetizó el concepto de deuda odiosa basándose en precedentes del siglo XIX, entre los que incluía el rechazo por parte del Estado mexicano de las deudas contraídas por el Emperador Maximiliano I de México, y el rechazo por Estados Unidos, una vez que se anexionó la isla, de las deudas contraídas por Cuba siendo colonia española.

## Obras de Alexander Nahum Sack
- Razverstka gosudarstvennykh dolgov, Berlín : Knigoizdatelʹstvo "Slovo", 1923
- Fixing the value of money, Riga, "The Latvian economist", 1925
- Les effets des transformations des Etats sur leurs dettes publiques et autres obligations financières: traité juridique et financier, Recueil Sirey, París, 1927
- La succession aux dettes publiques d'état, Hachette, París, 1929
- Conflicts of laws in the history of the English law, New York University Press, 1937
- Diplomatic claims against the soviets (1918-1938), New York University law quarterly review, New York university School of law, Contemporary law pamphlets, serie 1, n.º 7, 1938
- Belligerent recaptures in international practice, New York, N.Y., New York university School of law, 1940

## Principal fuente utilizada
- Sarah Ludington & Mitu Gulati, A Convenient Untruth: Fact and Fantasy in the Doctrine of Odious Debts, 14 de septiembre de 2007, The Cambridge Mellon Sawyer seminar, Universidad de Cambridge. Consultado el 17/07/2011 (en inglés)

- Datos: Q1982402